# CIM-10 Chapitre 08 : Maladies de l'oreille et de l'apophyse mastoïde
Cet article développe le chapitre VIII de la classification internationale des maladies.

## Liste des classes du chapitre 08
CIM-10 Chapitre 08 : Maladies de l'oreille et de l'apophyse mastoïde  (H60-H95)

### (H60-H62) Maladies de l'oreille externe
- (H60) Otite externe
  - (H60.0) Abcès de l'oreille externe
  - (H60.1) Cellulite phlegmoneuse de l'oreille externe
  - (H60.2) Otite externe maligne
  - (H60.3) Autres otites externes infectieuses
  - (H60.4) Cholestéatome de l'oreille externe
  - (H60.5) Otite externe aiguë, non infectieuse
  - (H60.8) Autres otites externes
  - (H60.9) Otite externe, sans précision

- (H61) Autres affections de l'oreille externe
  - (H61.0) Périchondrite de l'oreille externe
  - (H61.1) Affections non infectieuses du pavillon de l'oreille
  - (H61.2) Bouchon de cérumen
  - (H61.3) Sténose acquise du conduit auditif externe
  - (H61.8) Autres affections précisées de l'oreille externe
  - (H61.9) Affection de l'oreille externe, sans précision

- (H62)Affections de l'oreille externe au cours de maladies classées ailleurs
  - (H62.0) Otite externe au cours de maladies bactériennes classées ailleurs
  - (H62.1) Otite externe au cours de maladies virales classées ailleurs
  - (H62.2) Otite externe au cours de mycoses
  - (H62.3) Otite externe au cours d'autres maladies infectieuses et parasitaires classées ailleurs
  - (H62.4) Otite externe au cours d'autres maladies classées ailleurs
  - (H62.8) Autres affections de l'oreille externe au cours de maladies classées ailleurs

### (H65-H75) Maladies de l'oreille moyenneet de l'apophysemastoïde
- (H65) Otite moyenne non suppurée
  - (H65.0) Otite moyenne séreuse aiguë
  - (H65.1) Autres otites moyennes aiguës, non suppurées
  - (H65.2) Otite moyenne séreuse chronique
  - (H65.3) Otite moyenne mucoïde chronique
  - (H65.4) Autres otites moyennes chroniques, non suppurées
  - (H65.9) Otite moyenne non suppurée, sans précision

- (H66) Otite moyenne suppurée et sans précision
  - (H66.0) Otite moyenne aiguë suppurée
  - (H66.1) Otite moyenne suppurée chronique tubo-tympanique
  - (H66.2) Otite moyenne chronique attico-antrale suppurée
  - (H66.3) Autres otites moyennes suppurées chroniques
  - (H66.4) Otite moyenne suppurée, sans précision
  - (H66.9) Otite moyenne, sans précision

- (H67) Otite moyenne au cours de maladies classées ailleurs 
  - (H67.0) Otite moyenne au cours de maladies bactériennes classées ailleurs
  - (H67.1) Otite moyenne au cours de maladies virales classées ailleurs
  - (H67.8) Otite moyenne au cours d'autres maladies classées ailleurs

- (H68) Salpingite et obstruction de la trompe d'Eustache
  - (H68.0) Salpingite de la trompe d'Eustache
  - (H68.1) Obstruction de la trompe d'Eustache

- (H69) Autres affections de la trompe d'Eustache
  - (H69.0) Distension de la trompe d'Eustache
  - (H69.8) Autres affections précisées de la trompe d'Eustache
  - (H69.9) Affection de la trompe d'Eustache, sans précision

- (H70) Mastoïdite et affections apparentées
  - (H70.0) Mastoïdite aiguë
  - (H70.1) Mastoïdite chronique
  - (H70.2) Apexite (pétrosite)
  - (H70.8) Autres mastoïdites et affections apparentées
  - (H70.9) Mastoïdite, sans précision

- (H71) Cholestéatome de l'oreille moyenne

- (H72) Perforation du tympan
  - (H72.0) Perforation centrale du tympan
  - (H72.1) Perforation du tympan, partie attique
  - (H72.2) Autres perforations marginales du tympan
  - (H72.8) Autres perforations du tympan
  - (H72.9) Perforation du tympan, sans précision

- (H73) Autres affections du tympan
  - (H73.0) Myringite (tympanite) aiguë
  - (H73.1) Myringite chronique
  - (H73.8) Autres affections précisées du tympan
  - (H73.9) Affection du tympan, sans précision

- (H74) Autres affections de l'oreille moyenne et de l'apophyse mastoïde
  - (H74.0) Tympanosclérose
  - (H74.1) Maladie adhésive de l'oreille moyenne
  - (H74.2) Dissociation et dislocation des osselets
  - (H74.3) Autres anomalies acquises des osselets
  - (H74.4) Polype de l'oreille moyenne
  - (H74.8) Autres affections précisées de l'oreille moyenne et de l'apophyse mastoïde
  - (H74.9) Affection de l'oreille moyenne et de l'apophyse mastoïde, sans précision

- (H75) Autres affections de l'oreille moyenne et de l'apophyse mastoïde au cours de maladies classées ailleurs
  - (H75.0) Mastoïdite au cours de maladies infectieuses et parasitaires classées ailleurs
  - (H75.8) Autres affections précisées de l'oreille moyenne et de l'apophyse mastoïde au cours de maladies classées ailleurs

### (H80-H83) Maladies de l'oreille interne
- (H80) Otosclérose
  - (H80.0) Otosclérose intéressant la fenêtre ovale, non oblitérante
  - (H80.1) Otosclérose intéressant la fenêtre ovale, oblitérante
  - (H80.2) Otosclérose cochléaire
  - (H80.8) Autres otoscléroses
  - (H80.9) Otosclérose, sans précision

- (H81) Atteintes des fonctions [Système vestibulaire|vestibulaires]
  - (H81.1) Vertige bénin paroxystique
  - (H81.2) Neuronite vestibulaire
  - (H81.3) Autres vertiges périphériques
  - (H81.4) Vertige d'origine centrale
  - (H81.8) Autres atteintes des fonctions vestibulaires
  - (H81.9) Atteinte des fonctions vestibulaires, sans précision

- (H82) Syndromes vertigineux au cours de maladies classées ailleurs

- (H83) Autres maladies de l'oreille interne
  - (H83.0) Labyrinthite
  - (H83.1) Fistule labyrinthique
  - (H83.2) Troubles des fonctions labyrinthiques
  - (H83.3) Conséquences du bruit sur l'oreille interne
  - (H83.8) Autres maladies précisées de l'oreille interne
  - (H83.9) Maladie de l'oreille interne, sans précision

### (H90-H95) Autres affections de l'oreille
- (H90) Surdité de transmission et neurosensorielle
  - (H90.0) Surdité bilatérale de transmission
  - (H90.1) Surdité unilatérale de transmission sans altération de l'audition de l'autre oreille
  - (H90.2) Surdité de transmission, sans précision
  - (H90.3) Surdité neurosensorielle bilatérale
  - (H90.4) Surdité neurosensorielle unilatérale sans altération de l'audition de l'autre oreille
  - (H90.5) Surdité neurosensorielle, sans précision
  - (H90.6) Surdité bilatérale mixte de transmission et neurosensorielle
  - (H90.7) Surdité unilatérale mixte de transmission et neurosensorielle sans altération de l'audition de l'autre oreille
  - (H90.8) Surdité mixte de transmission et neurosensorielle, sans précision

- (H91) Autres pertes de l'audition
  - (H91.0) Perte de l'audition par ototoxicité
  - (H91.1) Presbyacousie
  - (H91.2) Perte auditive soudaine idiopathique
  - (H91.3) Surdi-mutité, non classée ailleurs
  - (H91.8) Autres pertes précisées de l'audition
  - (H91.9) Perte de l'audition, sans précision

- (H92) Otalgie et écoulement par l'oreille
  - (H92.0) Otalgie
  - (H92.1) Otorrhée
  - (H92.2) Otorragie

- (H93) Autres affections de l'oreille, non classées ailleurs
  - (H93.0) Affections vasculaires et dégénératives de l'oreille
  - (H93.1) Acouphènes
  - (H93.2) Autres perceptions auditives anormales
  - (H93.3) Affections du nerf auditif
  - (H93.8) Autres affections précisées de l'oreille
  - (H93.9) Affection de l'oreille, sans précision

- (H94) Autres affections de l'oreille au cours de maladies classées ailleurs
  - (H94.0) Névrite acoustique au cours de maladies infectieuses et parasitaires classées ailleurs
  - (H94.8) Autres affections précisées de l'oreille au cours de maladies classées ailleurs

- (H95) Affections de l'oreille et de l'apophyse mastoïde après un acte à visée diagnostique et thérapeutique, non classées ailleurs
  - (H95.0) Cholestéatome récidivant après mastoïdectomie
  - (H95.1) Autres affections survenant après mastoïdectomie
  - (H95.8) Autres affections de l'oreille et de l'apophyse mastoïde après un acte à visée diagnostique et thérapeutique
  - (H95.9) Affection de l'oreille et de l'apophyse mastoïde après un acte à visée diagnostique et thérapeutique, sans précision